# Parijs-codex

Parijs-codex, blz. 23-24

De Paris-codex (ook wel de Codex Peresianus) is een van de bewaard gebleven codices uit de Mayacultuur. Spaanse bronnen uit de eerste helft van de zestiende eeuw maken duidelijk, dat er in die periode nog steeds codices gemaakt werden. Spaanse geestelijken vernietigden vanaf de tweede helft van die eeuw aanzienlijke aantallen codices. Met name Diego de Landa heeft hierin een zeer actieve rol gespeeld. 
Er zijn dan ook slechts drie of vier codices bewaard gebleven. De andere zijn de Dresden-codex en de Madrid-codex. Ten aanzien van een vierde codex, de Grolier-codex, is er bij een deel van het vakgebied twijfel aan de authenticiteit. Een Mayacodex is geschilderd op papier, gemaakt van de bast van een vijgenboom (amatl). Dit werd voorzien van een waslaag en daarna werd het geschilderd met gliefen en tekeningen.
De Parijs-codex was in 1832 in het bezit van wat toen nog de Bibliothèque Impériale heette, maar daarna als Bibliothèque nationale de France benoemd werd.  Het is volstrekt onbekend hoe en wanneer het manuscript in Frankrijk is terechtgekomen. De volgende decennia werd het sporadisch ingekeken maar feitelijk al spoedig vergeten.  In 1859 werd het door de Franse oriëntalist Léon de Rosny herontdekt in een mand met oud papier. De codex was dan ook in slechte conditie. Het was ingepakt in een papier waarop  de naam Pérez geschreven was. Dat was mogelijk een verwijzing naar Jose Pérez die ooit een korte beschrijving van de codex had gemaakt. De Rosny gaf de codex dan ook de naam Codex Peresianus, maar de meest gehanteerde naam is die van de Parijs-codex. 

## Datering en inhoud
De codex heeft 11 vellen papier die aan beide zijden zijn geschilderd en is waarschijnlijk gemaakt in Mayapán in het westen van Yucatán. Net als de andere bewaard gebleven codices dateert ook deze codex uit de postklassieke periode (900-1450) van de Mayacultuur. De meest gehanteerde datering is de periode 1250-1450. De codex bevat materiaal dat betrekking heeft op de 8e tot 10e eeuw. Het is dan ook mogelijk dat die delen gekopieerd zijn uit vroegere manuscripten. 
De codex bevat vooral informatie voor de priesters van de Maya's ten aanzien van rituelen die samenhangen met de ceremonie om het eind van een katun, een periode van 20 tun, te gedenken. Binnen het tijdrekeningsstelsel van de Mayakalender is dat de lange telling. Een tun is een periode van 360 dagen. Een katun is een periode van 7200 dagen. Het handelt in de codex om het gedenken van een serie van 13 katuns. 
De codex bevat tevens een sectie met een lijst van 13 dieren die verbonden zijn met de bekendste sterrenbeelden zoals die door de Maya's konden worden waargenomen.  Daaronder zijn een pekari en een schorpioen. Het is onduidelijk of en in hoeverre deze sectie een betekenis heeft die vergelijkbaar zou kunnen zijn met die van de 12 tekens van de dierenriem. Dit zijn de 12 sterrenbeelden waardoor de zon schijnbaar beweegt gedurende het jaar, de ecliptica.
- Bibliothèque nationale de France: cb122188751 (data)
- Gemeinsame Normdatei: 4148196-3
- Nationale Bibliotheek van Israël: 987007369778305171
- Système universitaire de documentation: 172449685
- Virtual International Authority File: 181039587